# Capela de Nossa Senhora do Cabo (Algés)

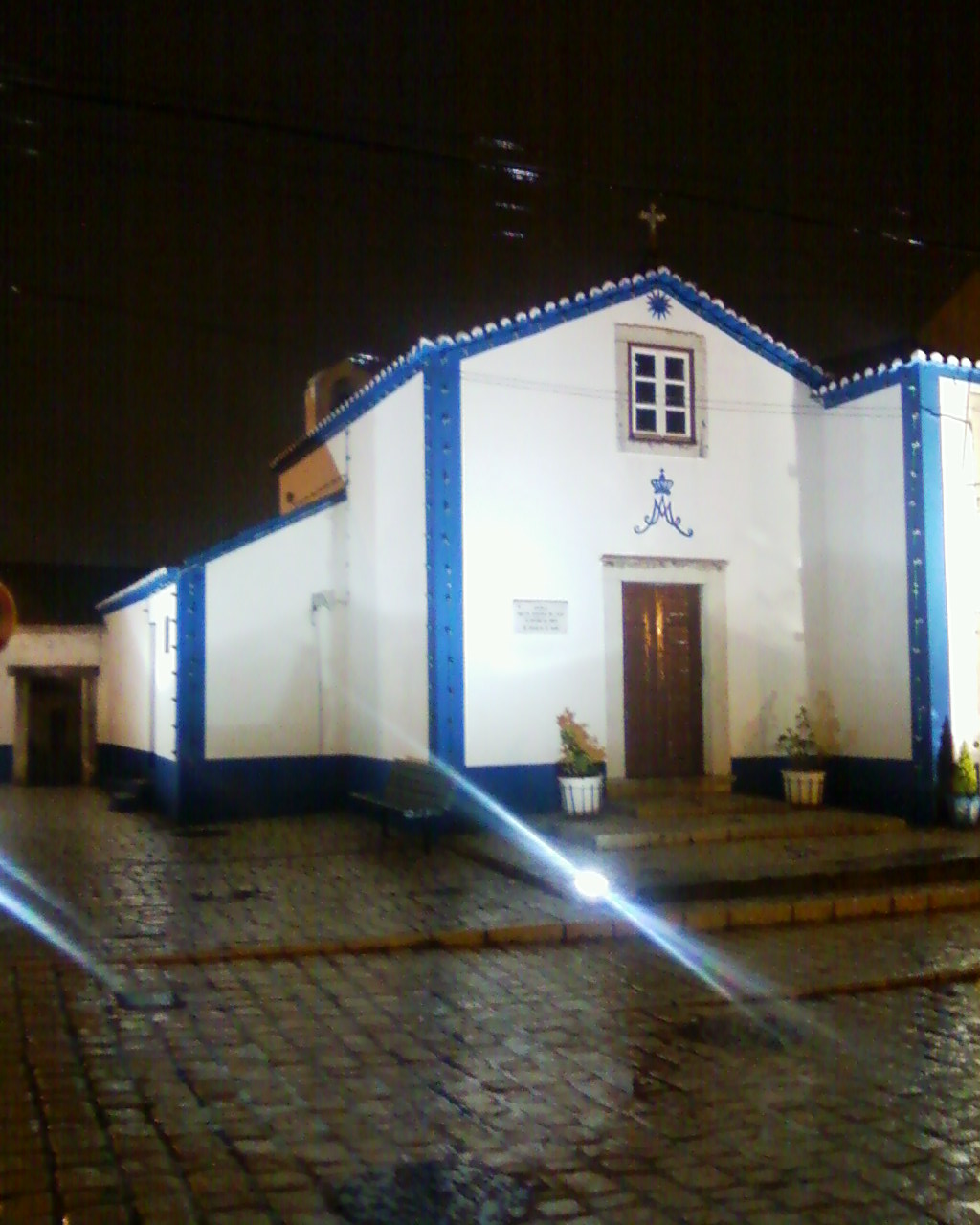
Capela de Nossa Senhora do Cabo, em Algés

A Capela de Nossa Senhora do Cabo situa-se em Algés, na atual freguesia de Algés, Linda-a-Velha e Cruz Quebrada-Dafundo, no Município de Oeiras.
O culto a Nossa Senhora do Cabo tem origem no século XIII. Tradicionalmente, este culto advém da lenda que conta um milagre de Nossa Senhora no Cabo Espichel. Apenas no século XVII foi instituída a Confraria de Nossa Senhora do Cabo, que chegou a incluir 30 freguesias, entre as quais a Freguesia de Carnaxide, a que pertencia então esta capela.
Desconhece-se a data da edificação da Capela de Nossa Senhora do Cabo, em Algés, embora haja referências à sua existência desde o século XVIII.
A capela é anterior ao grande terramoto de Lisboa de 1755. O então lugar de Algés, que atualmente se designa Algés de Cima ou Alta de Algés, tinha então poucas habitações e dedicando-se os residentes à agricultura, afastados que estavam da costa. Pela sua localização e atendendo à reduzida urbanização, é provável que da capela de Algés fosse possível avistar o Santuário de Nossa Senhora do Cabo Espichel, em Sesimbra.
A iniciativa da construção da ermida de evocação a Nossa Senhora do Cabo, em Algés, deve-se ao devoto local Luís Tomé, tendo Tal ocorrido antes de 1747, pois nesse ano já é referida pelo Padre Luís Cardoso.
A Capela de Nossa Senhora do Cabo, em Algés, está classificada como Imóvel de valor concelhio.